# Elaphria thoracica
Elaphria thoracica är en fjärilsart som beskrevs av William Schaus 1898. Elaphria thoracica ingår i släktet Elaphria och familjen nattflyn. Inga underarter finns listade i Catalogue of Life.